# 曲尼司特

曲尼司特

曲尼司特（商品名：利喘平）是一种由日本 Kissei 药品工业株式会社于 1982 年研发并上市的过敏介质阻滞剂。

## 别名
利喘平，肉桂氨茴酸，甲氧桂氨酸, Rizaben，N-5'

## 药物研发
三次小型临床试验取得良好结果后，史密斯克比彻姆与 Kissei 合作，进行了一项大型临床试验 (PRESTO 试验)，旨在研究曲尼司特在经皮冠状动脉血管重建术后预防再狭窄的效果，但结果显示其对该应用无效。
截至 2016 年，Altacor 正在开发一种曲尼司特配方，用于预防青光眼手术后瘢痕形成，并已获得欧洲药品管理局 (EMA) 授予该用途的孤儿药资格。